# Discografia de Chen
A discografia de Chen é composta por um extended play, cinco singles, um single promocional e oito aparições em trilhas sonoras.
Em abril de 2016, Chen em parceria com a rapper Heize lançou "Lil 'Something (썸타)", uma canção produzida por Ryu Jae-hyun membro do Vibe, como o nono single semanal do projeto musical Station da SM Entertainment. Em outubro de 2016, colaborou com o DJ Alesso em outra música para o projeto Station intitulada "Years". Em janeiro de 2017, Chen colaborou com o Dynamic Duo em uma música intitulada "Nosedive", tornando-se o primeiro artista a participar do projeto de colaboração do grupo "Mixxxture". Em novembro de 2017, Chen colaborou com o cantor 10cm na canção "Bye Babe" para a segunda temporada do projeto Station.
Chen lançou seu primeiro extended play, intitulado April, and a Flower, em 1º de abril de 2019.

## Extended plays
| Título              | Detalhes | Melhores posições nas paradas | Melhores posições nas paradas | Vendas        |
| Título              | Detalhes | KOR | US World | Vendas        |
| ------------------- | --- | --- | --- | ------------- |
| April, and a Flower | - Lançamento: 1º de abril de 2019 (KOR) - Gravadora(s): SM Entertainment - Formato(s}: CD, download digital, streaming, SMC | data-sort-value="" style="background: #DDF; color: #2C2C2C; vertical-align: middle; text-align: center; " class="no table-no2" \| A ser anunciado | data-sort-value="" style="background: #DDF; color: #2C2C2C; vertical-align: middle; text-align: center; " class="no table-no2" \| A ser anunciado | - CHN: 65,838 |

## Singles

### Como artista principal
| Título                                                                                   | Ano  | Melhores posições nas paradas | Melhores posições nas paradas | Melhores posições nas paradas | Melhores posições nas paradas | Vendas         | Álbum                   |
| Título                                                                                   | Ano  | KOR | KOR | CHN Alibaba | US World | Vendas         | Álbum                   |
| Título                                                                                   | Ano  | Gaon | Hot 100 | CHN Alibaba | US World | Vendas         | Álbum                   |
| ---------------------------------------------------------------------------------------- | ---- | --- | --- | --- | --- | -------------- | ----------------------- |
| "Lil' Something" (썸타) (com Vibe X Heize)                                               | 2016 | 12 | — | — | 17 | - KOR: 404,653 | SM Station Season 1     |
| "Years" (com Alesso)                                                                     | 2016 | — | — | 5 | 20 | - KOR: 21,726  | SM Station Season 1     |
| "Nosedive" (기다렸다 가) (com Dynamic Duo)                                               | 2017 | 2 | — | 10 | — | - KOR: 624,801 | Mixxxture Project Vol.1 |
| "Bye Babe" (com 10cm)                                                                    | 2017 | 28 | — | — | 24 | - KOR: 121,867 | Lançamento sem álbum    |
| "Beautiful Goodbye" (사월이 지나면 우리 헤어져요)                                        | 2019 | data-sort-value="" style="background: #DDF; color: #2C2C2C; vertical-align: middle; text-align: center; " class="no table-no2" \| A ser anunciado | data-sort-value="" style="background: #DDF; color: #2C2C2C; vertical-align: middle; text-align: center; " class="no table-no2" \| A ser anunciado | data-sort-value="" style="background: #DDF; color: #2C2C2C; vertical-align: middle; text-align: center; " class="no table-no2" \| A ser anunciado | data-sort-value="" style="background: #DDF; color: #2C2C2C; vertical-align: middle; text-align: center; " class="no table-no2" \| A ser anunciado | —              | April, and a Flower     |
| "—" indica lançamentos que não figuraram nas paradas ou não foram lançados nessa região. |      | | | | |                |                         |

### Singles promocionais
| Título                            | Ano  | Melhores posições nas paradas | Vendas        | Álbum                            |
| Título                            | Ano  | KOR                           | Vendas        | Álbum                            |
| --------------------------------- | ---- | ----------------------------- | ------------- | -------------------------------- |
| "Though I Loved You" (사랑했지만) | 2015 | 33                            | - KOR: 46,030 | 2015 Gayo Daejun Limited Edition |

## Aparições em trilhas sonoras
| Título                                                                                   | Ano  | Melhores posições nas paradas | Melhores posições nas paradas | Melhores posições nas paradas | Melhores posições nas paradas | Melhores posições nas paradas | Melhores posições nas paradas | Vendas                        | Álbum                                      |
| Título                                                                                   | Ano  | KOR                           | KOR                           | CHN                           | CHN                           | PHL Billboard                 | US World                      | Vendas                        | Álbum                                      |
| Título                                                                                   | Ano  | Gaon                          | Hot 100                       | Alibaba                       | V Chart                       | PHL Billboard                 | US World                      | Vendas                        | Álbum                                      |
| ---------------------------------------------------------------------------------------- | ---- | ----------------------------- | ----------------------------- | ----------------------------- | ----------------------------- | ----------------------------- | ----------------------------- | ----------------------------- | ------------------------------------------ |
| "The Best Luck" (최고의 행운)                                                            | 2014 | 9                             | —                             | —                             | —                             | —                             | —                             | - KOR: 638,264                | It's Okay, That's Love OST Part 1          |
| "Everytime" (com Punch)                                                                  | 2016 | 1                             | —                             | —                             | —                             | 27                            | 14                            | - KOR: 1,241,255              | Descendants of the Sun OST Part 2          |
| "If I Love Again" (다시 사랑한다면) (com Chanyeol)                                       | 2016 | 38                            | —                             | —                             | —                             | —                             | —                             | - KOR: 78,517                 | Two Yoo Project - Sugar Man OST Part 32    |
| "Beautiful Accident" (美好的意外) (com Suho)                                             | 2016 | —                             | —                             | 56                            | 4                             | —                             | —                             | —                             | Beautiful Accident OST                     |
| "For You" (너를 위해) (com Baekhyun X Xiumin)                                            | 2016 | 5                             | —                             | —                             | —                             | —                             | 9                             | - KOR: 625,756                | Moon Lovers: Scarlet Heart Ryeo OST Part 1 |
| "I'm Not Okay" (안녕 못해)                                                               | 2017 | 21                            | —                             | 28                            | —                             | —                             | —                             | - KOR: 109,044 - CHN: 107,756 | Missing 9 OST                              |
| "Cherry Blossom Love Song" (벚꽃연가)                                                    | 2018 | 21                            | 26                            | —                             | —                             | —                             | —                             | —                             | 100 Days My Prince OST Part 3              |
| "Make It Count"                                                                          | 2019 | 75                            | 74                            | —                             | —                             | —                             | —                             | —                             | Touch Your Heart OST Part 1                |
| "—" indica lançamentos que não figuraram nas paradas ou não foram lançados nessa região. |      |                               |                               |                               |                               |                               |                               |                               |                                            |

## Outras aparições
| Título                                                                                           | Ano  | Melhores posições nas paradas | Melhores posições nas paradas | Vendas         | Álbum                              |
| Título                                                                                           | Ano  | KOR                           | KOR                           | Vendas         | Álbum                              |
| Título                                                                                           | Ano  | Gaon                          | Hot 100                       | Vendas         | Álbum                              |
| ------------------------------------------------------------------------------------------------ | ---- | ----------------------------- | ----------------------------- | -------------- | ---------------------------------- |
| "Dear My Family" (como parte do SM Town)                                                         | 2012 | —                             | —                             | —              | I AM. OST                          |
| "A Day Without You" (하루) (com Jonghyun, como parte do SM the Ballad)                           | 2014 | 8                             | 21                            | - KOR: 138,388 | SM the Ballad Vol. 2 – Breath      |
| "When I Was... When U Were..." (좋았던 건, 아팠던 건) (com Krystal, como parte do SM the Ballad) | 2014 | 31                            | 44                            | - KOR: 83,820  | SM the Ballad Vol. 2 – Breath      |
| "Breath" (呼吸) (com Zhang Liyin, como parte do SM the Ballad)                                   | 2014 | 68                            | —                             | - KOR: 19,290  | SM the Ballad Vol. 2 – Breath      |
| "Up Rising"                                                                                      | 2014 | —                             | —                             | - KOR: 16,029  | Exology Chapter 1: The Lost Planet |
| "Dear My Family" (2017 Ver.) (como parte do SM Town)                                             | 2017 | —                             | —                             | —              | Lançamento sem álbum               |
| "—" indica lançamentos que não figuraram nas paradas ou não foram lançados nessa região.         |      |                               |                               |                |                                    |

## Composições
|  | Indica lançamento como single |

| Canção                       | Ano  | Álbum                | Artista   | Letra     | Letra                                        |
| Canção                       | Ano  | Álbum                | Artista   | Creditado | Com                                          |
| ---------------------------- | ---- | -------------------- | --------- | --------- | -------------------------------------------- |
| "Bye Babe"                   | 2017 | Lançamento sem álbum | Chen 10cm | Sim       | —                                            |
| "Flower"                     | 2019 | April, and a Flower  | Chen      | Sim       | JQ                                           |
| "Ko Ko Bop" (Korean version) | 2017 | The War              | EXO       | Sim       | Park Chan-yeol Byun Baek-hyun JQ Hyun Ji-won |
| "Lights Out"                 | 2017 | Universe             | EXO       | Sim       | —                                            |
| "Love Shot"                  | 2018 | Love Shot            | EXO       | Sim       | Jo Yoon-kyung Park Chan-yeol                 |
| "Promise (EXO 2014)" (約定)  | 2015 | Love Me Right        | EXO       | Sim       | Zhang Yixing                                 |
| "Promise (EXO 2014)" (약속)  | 2015 | Love Me Right        | EXO       | Sim       | Park Chan-yeol Zhang Yixing                  |
| "She's Dreaming" (梦)        | 2016 | Lotto                | EXO       | Sim       | Wang Ya-jun                                  |
| "She's Dreaming" (꿈)        | 2016 | Lotto                | EXO       | Sim       | —                                            |
| "Touch It" (너의 손짓)       | 2017 | The War              | EXO       | Sim       | Jo Yoon-kyung                                |

## Vídeos musicais
| Canção                                            | Ano  | Outro(s) Artista(s) | Notas                             |
| ------------------------------------------------- | ---- | ------------------- | --------------------------------- |
| "Lil' Something" (썸타)                           | 2016 | Vibe Heize          |                                   |
| "Years"                                           | 2016 | Alesso              | Chen não aparece no vídeo musical |
| "Nosedive" (기다렸다 가)                          | 2017 | Dynamic Duo         | Chen não aparece no vídeo musical |
| "Bye Babe"                                        | 2017 | 10cm                | Vídeo gravado ao vivo             |
| "Beautiful Goodbye" (사월이 지나면 우리 헤어져요) | 2019 | —                   |                                   |
| "Flower"                                          | 2019 | —                   |                                   |

| Canção                | Ano  | Outro(s) Artista(s) | Notas                                            |
| --------------------- | ---- | ------------------- | ------------------------------------------------ |
| "Everytime"           | 2016 | Punch               | Contendo apenas cenas de Descendants of the Sun  |
| "Beautiful Accident"  | 2016 | Suho                | Para a trilha sonora do filme Beautiful Accident |
| "For You" (너를 위해) | 2016 | Baekhyun Xiumin     | Contendo apenas cenas de Moon Lovers             |

| Canção                      | Ano  | Artista(s)       | Notas                         |
| --------------------------- | ---- | ---------------- | ----------------------------- |
| "No.1"                      | 2014 | BoA              | Remake feito para EXO 90:2014 |
| "Can You Feel It?" (촉이와) | 2015 | Super Junior-D&E |                               |

| Canção           | Ano  | Outro(s) Artista(s) | Notas                                                   |
| ---------------- | ---- | ------------------- | ------------------------------------------------------- |
| "Dear My Family" | 2012 | Vários              | Como parte do SM Town Chen não aparece no vídeo musical |
| "Breath" (呼吸)  | 2014 | Zhang Liyin         | Como parte do SM the Ballad                             |
| "Imagine"        | 2016 | Vários              | Como parte da UNICEF                                    |
| "Dear My Family" | 2017 | Vários              | Como parte do SM Town Vídeo gravado ao vivo             |